# Franz Schöberl (Politiker)
Franz Schöberl (* 11. August 1895 in Spitz an der Donau; † 26. Juli 1977) war ein österreichischer Politiker (ÖVP) und Weinhauer. Schöberl war von 1945 bis 1964 Abgeordneter zum Landtag von Niederösterreich.
Schöberl war beruflich als Weinhauer in Spitz an der Donau tätig und leistete von 1915 bis 1919 seinen Militärdienst ab. Ihm wurde der Berufstitel Ökonomierat verliehen. Er engagierte sich im lokalpolitischen Bereich, wobei er zwischen 1924 und 1938 Gemeinderat in Spitz war und von 1945 bis 1965 das Amt des Bürgermeisters innehatte. Zudem war er ab 1950 Obmann der Bezirksbauernkammer und der Winzergenossenschaft Wachau, ÖVP-Bezirksparteiobmann und von 1949 bis 1966 Obmann des Verbandes Niederösterreichischer Gemeindevertreter der ÖVP. Schöberl vertrat die ÖVP zwischen dem 12. Dezember 1945 und dem 19. November 1964 im Niederösterreichischen Landtag.